# تايلور داين
ولدت ليزلي ندرمان في 7 مارس 1962 قبل أن تتبنى لاحقاً الاسم الفني تايلور داين. تايلور مغنية بوب أمريكية وكاتبة أغاني وكذلك مصممة رقصات. ككل، لها 18 أغنية فردية لاقت نجاجاً كبيرا.

## الحياة المهنية
تايلور داين بدات الغناء فعلياً بعد أن تخرجت من المدرسة الثانوية مع فرق الروك قليلة الشهرة كـ Felony وNext. بدات الغناء بمفردها بعد أن انهت الدراسة الجامعية اطلقت اغنيتي رقص تحت الاسم الفني Les Lee
باسم I'm The One You Want أو انا التي تريد عام 1985 وTell Me Can You Love Me أو اخبرني هل بإمكانك ان تحبني عام 1986.
اغنيتها الأولى التي لاقت نجاحاً عريضاً واجتاحت العالم كانت Tell It to My Heart قل ذلك لـ قلبي والتي صدرت في اواخر 1987 لدرجة انها صنفت من أكثر 5 أغاني بيعاً في العالم وحققت أعلى الأرقام في كثير من بلدان العالم بما في ذلك ألمانيا.
الأغاني التالية التي لاقت نجاجاًProve Your Love برهن حبك, I'll Always Love You سأحبك دائماً, Don't Rush Me لاتعجلني, With Every Beat of My Heart مع كل دقة في قلبي,
Love Will Lead You Back الحب سيرشدك طريق العودة, I'll Be Your Shelter سأكون لك ملجأ, Heart of Stone قلب من حجر, Naked Without You عاريه بدونك وأيضا Whatever You Want
كما ماتريد.

## التمثيل
داين ظهرت عام 1997 في المسلسل التلفزيوني Nightman في دور كلارا دي مغنية تقوم في دور بطولي. وغيرها العديد من الأفلام والمسلسلات التلفزيونية

## وصلات خارجية
- تايلور داين على موقع IMDb (الإنجليزية)
- تايلور داين على موقع ميوزك برينز (الإنجليزية)
- تايلور داين على موقع أول موفي (الإنجليزية)
- تايلور داين على موقع قاعدة بيانات برودواي على الإنترنت (الإنجليزية)
- تايلور داين على موقع قاعدة بيانات برودواي على الإنترنت (الإنجليزية)
- تايلور داين على موقع إن إن دي بي (الإنجليزية)
- تايلور داين على موقع أول ميوزيك (الإنجليزية)
- تايلور داين على موقع ديسكوغز (الإنجليزية)
- تايلور داين على موقع قاعدة بيانات الفيلم (الإنجليزية)

- الموقع الرسمي لـ تايلور داين
- الصفحة الرسمية لـ تايلور داين على المايسبيس
- الصفحة الخاصة بـ تايلور داين على موقع قاعدة بيانات الأفلام